# Atelopus longirostris
Atelopus longirostris is een kikker uit de familie padden (Bufonidae) en het geslacht klompvoetkikkers (Atelopus). De soort komt endemisch voor in Ecuador. Atelopus longirostris werd voor het eerst wetenschappelijk beschreven door Edward Drinker Cope in 1868.

## Verspreiding
Atelopus longirostris komt van nature voor in de Cordillera Occidental in het noordwesten van Ecuador in regenwouden tussen 900 en 1.925 meter boven zeeniveau. De soort is historisch bekend van twintig locaties in de provincies Imbabura, Cotopaxi, Pichincha en Santo Domingo de los Tsáchilas.
Lange tijd dateerde de laatste waarneming uit 1989 bij de Río Esmeraldas bij San Francisco de las Pampas in Cotopaxi. Ondanks intensief zoekwerk van biologen werd Atelopus longirostris niet meer gevonden. Door de internationale natuurbeschermingsorganisatie IUCN werd de soort daarom beschouwd als 'uitgestorven'.
In maart 2016 werd Atelopus longirostris weer waargenomen met vier exemplaren bij Junín in de provincie Imbabura. De dieren werden gevonden in twee geïsoleerde bosgebieden omgeven door grond voor landbouw en veeteelt, in het Reserva de la Comunidad Junín en op privéland nabij het reservaat op hoogtes tussen 1.250 en 1.480 meter boven zeeniveau. Andere amfibieën in het gebied werden positief getest op de schimmel Batrachochytrium dendrobatidis, maar de vier exemplaren van Atelopus longirostris alle niet.

## Uiterlijke kenmerken
Atelopus longirostris is 31 tot 37 millimeter groot, waarbij de vrouwtjes groter zijn dan de mannetjes. De huid is donkerroodbruin met een lichte buikhuid en oranjegele vlekken op de kop, romp en poten.

## Leefwijze
Atelopus longirostris is dagactief. De soort leeft op de grond en deels in de bomen. Overdag houdt Atelopus longirostris zich op nabij water, zoals beekjes. 's Nachts schuilt het onder rotsen of bladeren op de grond.

## Beschermingsprojecten
Naar aanleiding van de nieuwe waarnemingen van Atelopus longirostris zijn aanbevelingen gedaan om het Reserva de la Comunidad Junín uit te breiden ter bescherming van het leefgebied. Daarnaast zijn de vier gevonden exemplaren, twee mannetjes en twee vrouwtjes, overgebracht naar het Centro Jambatu als stichters van een reservepopulatie en fokprogramma in gevangenschap.